# Znak marynarki wojennej
Znak marynarki wojennej - znak podnoszony na okrętach i pomocniczych jednostkach pływających marynarki wojennej. Znakami marynarki wojennej są:
- bandera wojenna;
- bandera pomocniczych jednostek pływających;
- proporzec marynarki wojennej;
- flaga państwowa;
- flagi wyższych dowódców;
- znak dowódcy okrętu;
- proporczyki dowódców zespołów okrętów.

Znakiem marynarki wojennej do czasu likwidacji wojska była również:
- bandera jednostek pływających wojsk ochrony pogranicza.